# 다정검객무정검
다정검객무정검(多情劍客無情劍, The Sentimental Swordsman)은 홍콩에서 제작된 초원 감독의 1977년 무협 영화이다. 적룡 등이 주연으로 출연하였다.

## 출연

### 주연
- 적룡
- 이동승
- 악화
- 위안안
- 곡봉